# Jáir Noszovszki
Jáir Noszovszki (héberül: יאיר נוסובסקי; 1937. június 29. –)  izraeli  válogatott labdarúgókapus.

## Pályafutása

### Klubcsapatban
1955 és 1971, illetve 1973 és 1977 között a Hapóél Kfar Szaba csapatában játszott. 1971 és 1972 között a Hapóél Beér-Seva kapuját védte. 

### A válogatottban
1961 és 1970 között 2 alkalommal szerepelt az izraeli válogatottban. Részt vett az 1970-es világbajnokságon.

## Sikerei
Hapóél Kfar Szaba
- Izraeli kupa (1): 1974–75

## Külső hivatkozások
- Jáir Noszovszki – a FIFA adatbázisában
- Jáir Noszovszki adatlapja a National-Football-Teams.com oldalon (angolul)